# 城头山镇
大坪乡，是中华人民共和国湖南省常德市澧县下辖的一个乡镇级行政单位。

## 行政区划
大坪乡下辖以下地区：
玉成社区、大新村、大庙村、红星村、群乐村、大杨村、新生村、孟坪村、黄堰村、中涔村、白塘村、东岳村和大坪村。